# El 13-13
El 13-13 es una película española de drama estrenada en 1943 y dirigida por Luis Lucia Mingarro, en la que fue su primera película como director.

## Sinopsis
La agente 13-14 del Servicio Secreto tiene un gran rival, el famoso espía 13-13, que siempre se le avanza en los casos en que ella está trabajando. Un día se encuentra con un viejo amigo y se enamoran. El la conoce pero ella no sabe que él es el agente secreto 13-13.

## Reparto
- Rafael Durán como	Pablo de Mirtonel
- Marta Santaolalla como	Berta de Luminsar
- Alberto Romea como	Coronel Berkel
- Ramón Martori como	Jefe enemigo
- José Prada como Secretario enemigo
- Fernando Porredón como	Krugerin
- Luis Peña como	Secretario coronel Berkel
- Cristina Yomar como María
- Fortunato Bernal como Marcot
- Santiago Rivero
- José Ramón Giner
- Luis Peña Sánchez como Agente 7-7